# إبراهيم محمد نجا
إبراهيم محمد نجا (11 فبراير 1919 - 31 مايو 1969) هو شاعر غنائي وكاتب أغاني مصري.

## حياته ونشاته
إبراهيم محمد نجا، ولد في 11 فبراير سنة 1919 بمدينة دمنهور عاصمة محافظة البحيرة، وتلقى تعليمه الأولي بمدارسها، بعد أن بلغ الحادية عشرة من عمره وأتم حفظ القرآن الكريم، لحق بمعهد الإسكندرية الديني الابتدائي. ثم لحق بمعهد طنطا الديني الثانوي، وتخرج 1941. ثم لحق بكلية اللغة العربية جامعة الأزهر، وحصل منها على شهادة العالمية سنة 1947.

## مسيرته[6]
- بدأ إبراهيم محمد نجا حياته بالتدريس بوزارة المعارف العمومية بالإسكندرية ودمنهور والقاهرة.
- أعير للعمل بالتدريس بمدينة جدة بالسعودية لمدة عام في سنة 1963، ثم عاد للتدريس بمدرسة شبرا الثانوية للبنات سنة 1964.
- أعير للتدريس بالعراق لمدة ثلاث سنوات في سنة 1965 حتى سنة 1967 بمدرسة كركوك، عاد بعدها للتدريس بمدارس الشرقية والقاهرة.[7]

## وفاته
شرح في إعداد رسالته للدكتوراه في الآداب في كلية اللغة العربية بالأزهر، عن موضوع "العقاد الشاعر" لكن القدر لم يمهله فرحل عن الحياة في 31 مايو سنة 1969، بعد أن ترك عدة دواوين شعرية.

## أعماله
له خمسة دواوين: «حياتي ظلال» 1950 - «أيام من عمري» - دار المعرفة 1962 - «الحياة الحب» 1965 - «أغنيات للحب» 1967 - «الإنسان والمصير»
1972 (صدر بعد رحيله) وله قصائد مبكرة نشرها في الصحف، ولم يضمها الديوان.
الأعمال الأخرى:
- له مسرحيتان قصيرتان: «أسماء بنت الصديق» - مجلة الأزهر 1959 ، «في سبيل الوطن»: في آخر ديوانه أيام من عمري، وله مجموعة من المقالات نشرت

### شعر
- أصدر ديوانه الأول "أيام من عمري" سنة 1962.
- أصدر ديوانه الثاني "الحياة الحب" سنة 1965.
- أصدر ديوانه الثالث "أغنيات للحب" سنة 1967.
- أصدر المجلس الأعلى لرعاية الفنون والآداب ديوانه الرابع بعد رحيله سنة 1972، وهو ديوانه "الإنسان والمصير".
- ترك الشاعر إبراهيم محمد نجا عدة دواوين لم تطبع حتى الآن.

### قصائده المغناه
- غنى له كبار المطربين بعض قصائده، فغنى له الفنان عبد الحليم حافظ قصيدته "الشاطئ الخالي".
- غنى له المطرب عبد الغني السيد قصيدة" في موكب الأصيل".
- غنى له رياض السنباطي قصيدة "أين حبي؟".

## جوائز
نال الشاعر جائزة الشعر الأولى - مجمع اللغة العربية - عن ديوانه «حياتي ظلال» (1951) .
فاز بلقب المدرس المثالي 1960 .